# Bernard Herrmann
Bernard Herrmann (Nueva York; 29 de junio de 1911-Los Ángeles; 24 de diciembre de 1975) fue un compositor estadounidense especializado en el género cinematográfico. Galardonado con un premio de la Academia a la mejor música de película dramática por su trabajo en El hombre que vendió su alma (The Devil and Daniel Webster, 1941), es principalmente conocido por sus colaboraciones con Orson Welles (Ciudadano Kane, La guerra de los mundos) y con Alfred Hitchcock, director con el que Herrmann cosechó la mayoría de sus grandes éxitos (Vértigo, The Man Who Knew Too Much y Psicosis).

## Biografía
Herrmann, hijo de una familia judía de clase media de origen ruso, nació en la ciudad de Nueva York como Maximillian Herman. Era hijo de Ida (Gorenstein) y Abram Dardik, que era de Ucrania y había cambiado el apellido. Herrmann asistió a la escuela secundaria en DeWitt Clinton High School, una escuela pública para varones en ese momento en 10th Avenue y 59th Street en la ciudad de Nueva York. Su padre fomentó su actividad musical, llevándolo a la ópera y animándolo a aprender a tocar el violín. Después de ganar un premio de composición a la edad de trece años, decidió concentrarse en la música y fue a la Universidad de Nueva York, donde estudió con Percy Grainger y Philip James. También estudió en la Juilliard School, ya los 20 años formó su propia orquesta, la New Chamber Orchestra of New York.
En 1934, se unió a Columbia Broadcasting System (CBS) como director de orquesta. En dos años, fue nombrado director musical de Columbia Workshop, una serie radiofónica experimental para la que Herrmann compuso o arregló música (un programa notable fue The Fall of the City ). En nueve años, se convirtió en director titular de la Orquesta Sinfónica de la CBS. Fue responsable de presentar más obras nuevas al público estadounidense que cualquier otro director, siendo un defensor de la música de Charles Ives, que era prácticamente desconocida en ese momento. Los programas de música de Herrmann que se transmitían en la radio bajo títulos como Invitación a la música y Exploración de la música, se planificaban de una manera poco convencional y presentaban música rara vez escuchada, antigua y nueva, que no se escuchaba en las salas de conciertos públicas. Los ejemplos incluyen transmisiones dedicadas a la música de aficionados famosos o de personajes reales notables, como la música de Federico el Grande de Prusia, Enrique VIII, Carlos I, Luis XIII, etc.
Los numerosos estrenos televisivos de Herrmann en Estados Unidos durante la década de 1940 incluyeron la 22.ª sinfonía de Myaskovsky, la 3.ª sinfonía de Gian Francesco Malipiero, la 1.ª sinfonía de Richard Arnell, la 3.ª sinfonía de Edmund Rubbra y la 3.ª sinfonía de Ives. Interpretó las obras de Hermann Goetz, Alexander Gretchaninov, Niels Gade y Franz Liszt, y recibió muchos premios y becas musicales estadounidenses destacados por su programación inusual y la introducción de compositores poco conocidos. En Dictators of the Baton, David Ewen escribió que Herrmann fue "una de las influencias más estimulantes en la música radiofónica de la última década". También durante la década de 1940, la propia música de concierto de Herrmann fue retomada e interpretada por maestros tan célebres como Leopold Stokowski, Sir John Barbirolli, Sir Thomas Beecham y Eugene Ormandy.
Entre dos películas realizadas por Orson Welles (ver más abajo), escribió la banda sonora de The Devil and Daniel Webster (1941) de William Dieterle, por la que ganó su único premio de la Academia. En 1947, Herrmann compuso la música atmosférica para The Ghost and Mrs. Muir . En 1951, su partitura para El día que la Tierra se detuvo incluía el uso del theremin.
En 1934, Herrmann conoció a una joven secretaria de CBS y aspirante a escritora, Lucille Fletcher. Fletcher quedó impresionada con el trabajo de Herrmann y los dos comenzaron un noviazgo de cinco años. El matrimonio se retrasó por las objeciones de los padres de Fletcher, a quienes no les gustaba el hecho de que Herrmann fuera judío y estaban intimidados por lo que consideraban su personalidad desconsiderada. La pareja finalmente se casó el 2 de octubre de 1939. Tuvieron dos hijas: Dorothy (nacida en 1941) y Wendy (nacida en 1945).
Fletcher se convertiría en una destacada guionista de radio, ella y Herrmann colaboraron en varios proyectos a lo largo de su carrera. Contribuyó con la partitura a la famosa presentación de radio de 1941 de la historia original de Fletcher The Hitch-Hiker en The Orson Welles Show, y Fletcher ayudó a escribir el libreto para su adaptación operística de Cumbres Borrascosas. La pareja se divorció en 1948. Al año siguiente, se casó con la prima de Lucille, Lucy (Kathy Lucille) Anderson. Ese matrimonio duró hasta 1964.

## Colaboración con Orson Welles

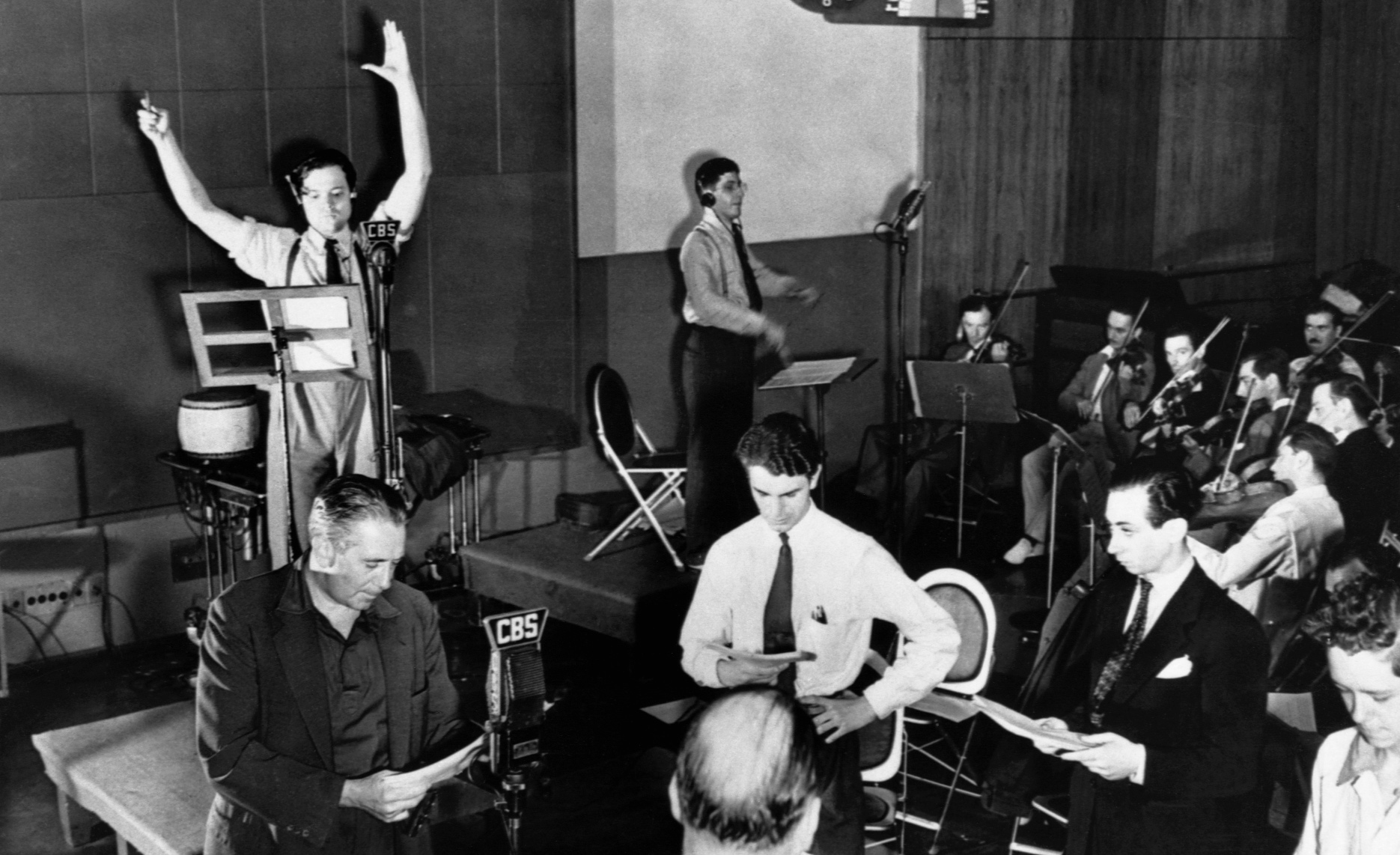
Herrmann dirige la orquesta de CBS Radio en un ensayo de The Mercury Theatre on the Air dirigido por Orson Welles (1938)

Mientras estaba en CBS, Herrmann conoció a Orson Welles y escribió o arregló partituras para programas de radio en los que Welles aparecía o escribía, como Columbia Workshop, Mercury Theatre on the Air de Welles y la serie Campbell Playhouse (1938-1940), que eran adaptaciones de radio de literatura y cine. Dirigió las presentaciones en vivo, incluida la famosa adaptación de Welles de La guerra de los mundos de HG Wells transmitida el 30 de octubre de 1938, que consistió completamente en música preexistente. Herrmann usó grandes secciones de su partitura para la transmisión inaugural de The Campbell Playhouse, una adaptación de Rebecca, para el largometraje Jane Eyre (1943), la tercera película que protagonizó Welles.
Cuando Welles obtuvo su contrato con RKO Pictures, Herrmann trabajó para él. Escribió su primera banda sonora para Citizen Kane (1941) y recibió una nominación al Premio de la Academia a la Mejor Banda Sonora de una Película Dramática. Compuso la partitura de The Magnificent Ambersons (1942) de Welles, al igual que la película, la música fue modificada en gran medida por RKO Pictures. Cuando se eliminó más de la mitad de su partitura de la banda sonora, Herrmann rompió amargamente sus lazos con la película y prometió emprender acciones legales si su nombre no se eliminaba de los créditos.
Herrmann también creó la música para la serie de radio de CBS de Welles The Orson Welles Show (1941-1942), que incluyó el debut del clásico de suspenso de su esposa Lucille Fletcher The Hitch-Hiker, Ceiling Unlimited (1942), un programa concebido para glorificar la industria de la aviación y dramatizar su papel en la Segunda Guerra Mundial, y The Mercury Summer Theatre on the Air (1946). "Benny Herrmann era un miembro íntimo de la familia", le dijo Welles al cineasta Peter Bogdanovich .
Herrmann fue uno de los que refutó las acusaciones que hizo Pauline Kael en su ensayo de 1971 " Raising Kane ", en el que revivió la controversia sobre la autoría del guion de Citizen Kane y denigraba las contribuciones de Welles.

## Colaboración con Hitchcock

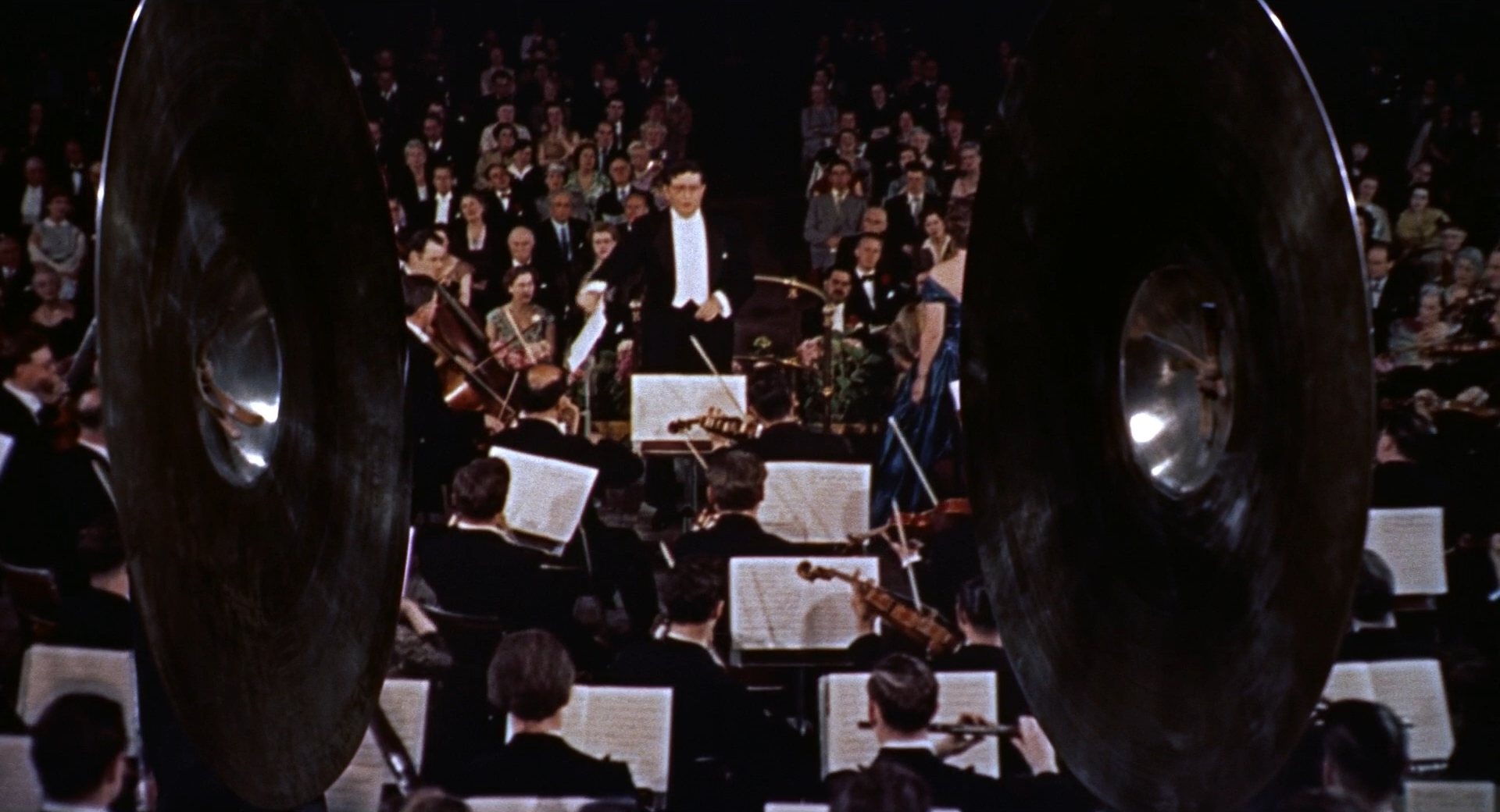
Herrmann dirigiendo la orquesta en una escena de El hombre que sabía demasiado (1956)

Herrmann está estrechamente relacionado con el director Alfred Hitchcock. Escribió las partituras de siete películas de Hitchcock, desde Pero... ¿quién mató a Harry? (1955) hasta Marnie (1964), un período que incluyó Vertigo, North by Northwest y Psicosis. También fue acreditado como consultor de sonido en Los pájaros (1963), ya que no había música real en la película como tal, sino solo sonidos hechos electrónicamente de pájaros.
La banda sonora de la nueva versión de El hombre que sabía demasiado (1956) fue compuesta por Herrmann, pero dos de las piezas musicales más significativas de la película: la canción " Que Sera, Sera (Whatever Will Be, Will Be) " y la Storm Clouds Cantata tocada en el Royal Albert Hall – no son de Herrmann (aunque sí reorquestó la cantata del compositor australiano Arthur Benjamin escrita para la película homónima anterior de Hitchcock). Sin embargo, esta película le dio a Herrmann la oportunidad de aparecer en pantalla: es el director de la Orquesta Sinfónica de Londres en la escena del Albert Hall.
La música más reconocible de Herrmann es de Psicosis. Inusual para un thriller en ese momento, la partitura solo emplea instrumentos de cuerda. El violín chirriante que se escucha durante la famosa escena de la ducha (que Hitchcock sugirió originalmente que no tuviera música en absoluto) es uno de los momentos más famosos en la historia de la música cinematográfica. Hitchcock admitió en ese momento que Psicosis dependía en gran medida de la música por su tensión y sensación de fatalidad omnipresente.
Su partitura para Vértigo (1958) se considera igualmente magistral. En muchas de las escenas clave, Hitchcock dejó que la partitura de Herrmann tomara el centro del escenario, una partitura cuyas melodías, haciéndose eco del " Liebestod" de Tristán e Isolda de Richard Wagner, transmiten dramáticamente el amor obsesivo del personaje principal por la imagen de una mujer que de hecho nunca existió.
Una característica notable de la partitura de Vertigo es el ominoso motivo de caída de dos notas que abre la suite, que es una imitación musical directa de las dos notas generadas por las sirenas de niebla ubicadas a ambos lados del puente Golden Gate en San Francisco (como se escucha desde el lado de San Francisco del puente ). Este motivo tiene una relevancia directa en la película porque los cornos se pueden escuchar claramente sonando de esta manera en Fort Point, el lugar donde ocurre un incidente clave que involucra al personaje interpretado por Kim Novak.
Según Dan Auiler, autor de Vertigo: The Making of a Hitchcock Classic, Herrmann lamentó profundamente no haber podido dirigir su composición para Vertigo, ya que una huelga de músicos en Estados Unidos se lo impidió, lo que llevó a que fuera dirigida en Inglaterra por Muir Mathieson.
Herrmann declaró que Hitchcock lo invitaba a la producción de una película y, dependiendo de su decisión sobre la duración de la música, expandía o acortaba la escena. Fue Hitchcock quien le pidió a Herrmann que interpretara con música la "escena de reconocimiento" cerca del final de Vértigo (la escena en la que el personaje de James Stewart se da cuenta de repente de la identidad de Kim Novak).
En 1963, Herrmann comenzó a escribir la música para la serie de antología de CBS-TV The Alfred Hitchcock Hour, que estaba en su octava temporada. Hitchcock se desempeñó solo como asesor en el programa que presentó, pero Herrmann estaba trabajando nuevamente con el ex actor del Mercury Theatre, Norman Lloyd, coproductor con Joan Harrison de la serie. Herrmann musicalizó 17 episodios (1963-1965) y, como gran parte de su trabajo para CBS, la música se reutilizó con frecuencia para otros programas.
La relación de Herrmann con Hitchcock terminó abruptamente cuando no se pusieron de acuerdo sobre la partitura para la Cortina rasgada. Presuntamente presionado por los ejecutivos de Universal, Hitchcock quería una partitura que estuviera más influenciada por el jazz y el pop. El biógrafo de Hitchcock, Patrick McGilligan, declaró que a Hitchcock le preocupaba volverse anticuado y sentía que la música de Herrmann también tenía que actualizarse. Herrmann inicialmente aceptó la oferta, pero luego decidió musicalizar la película de acuerdo con sus propias ideas.
Hitchcock escuchó solo el preludio de la partitura y luego confrontó a Herrmann con respecto a la planeada partitura pop. Herrmann, igualmente indignado, bramó: "Mira, Hitch, no puedes saltar más rápido que tu propia sombra. Y no haces películas pop. ¿Qué quieres conmigo? No escribo música pop" ("Look, Hitch, you can't outjump your own shadow. And you don't make pop pictures. What do you want with me? I don't write pop music"). Hitchcock insistió implacablemente en que Herrmann cambiara la partitura, violando el reclamo general de Herrmann sobre el control creativo que siempre había mantenido en sus trabajos anteriores juntos. Herrmann luego dijo: "Hitch, ¿de qué sirve que haga más contigo? Tuve una carrera antes que tú, y la tendré después." ("Hitch, what's the use of my doing more with you? I had a career before you, and I will afterwards") La partitura fue rechazada y reemplazada por una de John Addison.
La partitura no utilizada fue grabada comercialmente después de la muerte Herrmann, inicialmente por Elmer Bernstein para su sello discográfico por suscripción Film Music Collection (reeditado por Warner Bros. Records), luego en una realización más completa de la partitura original de Joel McNeely y la Royal Scottish National Orchestra y más tarde, en una suite de concierto adaptada por Christopher Palmer, por Esa-Pekka Salonen y la Filarmónica de Los Ángeles para Sony. Algunas de las pistas de Herrmann para la Cortina rota se sincronizaron posteriormente con el montaje final, donde mostraron cuán notablemente sintonizado estaba el compositor con la acción y cuán, posiblemente, más efectiva podría haber sido su partitura.

## Últimos años
Durante ocho años vagó errante por Europa, colaborando en proyectos de François Truffaut como Fahrenheit 451 y La novia vestía de negro.
Regresó a su país en 1973 reclamado por el director Brian De Palma, un fanático del cine de Hitchcock, quien consiguió recuperar el talante del compositor en las películas Hermanas y Fascinación. En 1975, después de leer el guion de Taxi Driver, Martin Scorsese pensó en Herrmann como única opción posible para hacer la música de la película. El filme iba a ser una especie de «gótico neoyorquino» y el cineasta sabía que sólo Herrmann podía crear las sombrías sonoridades que la película precisaba. Al principio, Herrmann no se mostró interesado por la idea: «No sé nada sobre taxistas», fueron sus primeras palabras, pero al leer el guion se sintió tan fascinado por el personaje que encarnaba Robert De Niro, el taxista Travis Bickle, que aceptó inmediatamente.
Pero se encontró con el problema de que la película exigía una partitura de corte jazzístico, un estilo musical que Herrmann no dominaba, por lo que pidió ayuda a su amigo, el orquestador Christopher Palmer. Este decidió adaptar una melodía compuesta por Herrmann para un olvidado musical de teatro y le dio un toque musical de blues. A Herrmann le gustó tanto ese arreglo, donde el saxofón describe a la perfección la soledad e incomprensión que siente el protagonista, que decidió utilizarlo como tema principal. Scorsese diría luego: «Trabajar con Herrmann fue una de las experiencias más satisfactorias que tuve en el cine». 
Cuando su acercamiento al inquietante jazz de Taxi Driver parecía iniciar una nueva etapa en su ya dilatado genio creativo, Herrmann falleció mientras dormía en su habitación en un hotel de Los Ángeles, a las pocas horas de terminar la grabación de la partitura.

## Otros trabajos musicales
Entre sus piezas sinfónicas están: Aubade (1933), que él mismo reconvertiría en la elegía Silent Noon (1975); Sinfonietta for Strings (1935); Currier e Ives Suite (1935), homenaje en cinco movimientos a uno de sus iconos, el músico Charles Ives; la cantata Moby Dick (1938); su sinfonía de 1941 The Fantasticks (1942); su ópera Whuthering Heights (1943-1951); y sus ballets Americana (1932), The Skating Rink (1934) y Body Beautiful (1935). A lo largo de su carrera, trabajó en varios discos para la discográfica «Decca Phase 4», entre ellos Grandes éxitos ingleses de películas, que incluye, entre otras, suites de Anna Karenina (Constant Lambert), Oliver Twist (Arnold Bax) y Things to Come (Arthur Bliss); Música de grandes films shakesperianos, incluyendo suites de Ricardo III (William Walton), Hamlet (Dmitri Shostakóvich) y Julio César (Miklos Rozsa) y Las cuatro caras del jazz, donde versiona magistralmente un ragtime de Stravinski, el I Got Rhythm de George Gershwin, la Ópera de tres peniques compuesta por Kurt Weill, y La creación del mundo de Milhaud.

## Filmografía

### Cine
| - 1941 - Ciudadano Kane (candidato al Óscar, Disconforme GV1339) - 1941 - El hombre que vendió su alma (Óscar a la mejor Banda sonora original) - 1942 - El cuarto mandamiento (Disconforme GV1339) - 1944 - Jane Eyre - 1945 - Concierto macabro - 1946 - Ana y el rey de Siam (candidato al Óscar) - 1947 - El fantasma y la señora Muir - 1948 - Portrait of Jennie -música adicional- (la música original era de Dimitri Tiomkin) - 1951 - Ultimátum a la Tierra - 1951 - La casa en la sombra - 1952 - Las nieves del Kilimanjaro - 1952 - Operación Cicerón - 1953 - La hechicera blanca - 1953 - Beneath the Twelve Mile Reef - 1953 - The King of the Khyber Rifles - 1954 - Sinuhé, el egipcio (con Alfred Newman) - 1954 - El jardín del diablo - 1955 - Prince of Players - 1955 - Pero ¿quién mató a Harry? - 1955 - El hombre de Kentucky - 1956 - El hombre del traje gris - 1956 - The Man Who Knew Too Much - 1957 - Falso culpable - 1957 - Williamsburg: La historia de un patriota (documental) - 1957 - Un sombrero lleno de lluvia - 1958 - Vértigo | - 1958 - Los desnudos y los muertos - 1958 - Simbad y la princesa - 1959 - Blue Denim - 1959 - Viaje al centro de la Tierra - 1959 - North by Northwest - 1960 - Psicosis - 1960 - The 3 Worlds of Gulliver - 1961 - La isla misteriosa - 1962 - Cape Fear - 1962 - Suave es la noche - 1963 - Jasón y los argonautas - 1963 - Los pájaros (sonidos electrónicos) - 1964 - Marnie, la ladrona - 1965 - Joy in the Morning - 1966 - Farenheit 451 - 1966 - Cortina rasgada (rechazada; se escogió otra música, de John Addison) - 1967 - La novia vestía de negro - 1968 - Nervios rotos - 1969 - La batalla del río Neretva (con Vladimir Kraus-Rajteric) - 1971 - Night without End (Noche sin fin) - 1971 - The Night Digger - 1972 - Sisters - 1974 - It's Alive - 1976 - Obsession (Obsesión/Fascinación) (Óscar) - 1976 - Taxi Driver (Óscar) - 1991 - Cape Fear (remake de la película del mismo título de 1962. Música adaptada por Elmer Bernstein) - 2003 - Kill Bill (música escogida por Quentin Tarantino para la película) |

### Televisión
- 1955 - A Christmas Carol
- 1955 - General Electric Theatre
- 1955 - 1960 Gunsmoke (La ley del revólver) -episodios: The Tall Trapper, Kity Shot y Harriet-
- 1956 - Playhouse 90 -tema principal y algunos episodios-
- 1957 - Forecast -tema principal y algunos episodios-
- 1957 - Ethan Allan -tema principal y algunos episodios-
- 1957 - Have Gun, Will Travel -tema principal y algunos episodios-
- 1957 - Landmark -algunos episodios-
- 1959 - Collector’s Item -tema principal y algunos episodios-
- 1959 - The House on K-Street -tema principal y episodio piloto-
- 1959 - Studio One -tema principal y algunos episodios-
- 1959 - Pursuit -tema principal y algunos episodios-
- 1955 - 1963 Twilight Zone (La dimensión desconocida) -tema principal no utilizado y episodios Where is Everybody, Walking Distance, The Lonely, The Eye of the Beholder, Little Girl Lost, Living Doll y Ninety Years Without Slumbering-
- 1960 - The Restauration
- 1962 - The Virginian (El virginiano) -tema principal y episodio: The Last Grave at Socorro Creek-
- 1962 - 1964 Alfred Hitchcock Hour (Alfred Hitchcock Presents) -episodios: A Home Away from Home, Terror at Nothfield, You’ll Be the Death of Me, Nothing Ever Happens in Linvale, The Jar, Behind the Locked Door, Dondy in the Barn, Change of Address, Water’s Edge, The Live and Work of Juan Diaz, The MacGregor Affair, Misadventure, Consider Her Ways, Where the Woodbine Twineth, An Unlocked Window, Wally the Beard y Death Scene-
- 1963 - Kraft Suspense Theatre -tema principal y algunos episodios-
- 1965 - The Great Adventure -tema principal y algunos episodios-
- 1965 - Convoy -tema principal y algunos episodios-
- 1967 - Cimarron Strip -episodio: “Knife in the Darkness”-
- 1968 - Companions in Nightmare
- 2011 - American Horror Story -algunos episodios utilizan música de Herrmann-

## Estilo y filosofía
La música de Herrmann se caracteriza por el uso frecuente de ostinati (patrones repetitivos breves), una orquestación novedosa y, en las bandas sonoras de sus películas, una capacidad para retratar rasgos de carácter que no son del todo obvios en otros elementos de la película.
Al principio de su vida, Herrmann se comprometió con un credo de integridad personal al precio de la impopularidad: el artista por excelencia. Su filosofía se resume en una cita favorita de Tolstoi: "Las águilas vuelan solas y los gorriones vuelan en bandadas" (Eagles fly alone and sparrows fly in flocks). Por lo tanto, Herrmann solo compuso música para películas cuando se le permitió la libertad artística de componer lo que deseaba sin que el director se interpusiera. 
Hermann dijo al respecto:

I have the final say, or I don't do the music. The reason for insisting on this is simply, compared to Orson Welles, a man of great musical culture, most other directors are just babes in the woods. If you were to follow their taste, the music would be awful. There are exceptions. I once did a film The Devil and Daniel Webster with a wonderful director William Dieterle. He was also a man of great musical culture. And Hitchcock, you know, is very sensitive; he leaves me alone. It depends on the person. But if I have to take what a director says, I'd rather not do the film. I find it's impossible to work that way.
Yo tengo la última palabra, o no hago la música. La razón para insistir en esto es simplemente que, comparado con Orson Welles, un hombre de gran cultura musical, la mayoría de los otros directores son solo bebés en el bosque. Si siguieras sus gustos, la música sería horrible. Hay excepciones. Una vez hice una película El diablo y Daniel Webster con un maravilloso director William Dieterle. También fue un hombre de gran cultura musical. Y Hitchcock, ya sabes, es muy sensible; me deja solo. Depende de la persona. Pero si tengo que aceptar lo que dice un director, prefiero no hacer la película. Encuentro que es imposible trabajar de esa manera.

Esta fue la causa de la ruptura con Hitchcock después de más de una década de componer bandas sonoras para las películas del director.
Su filosofía de orquestar películas se basaba en la suposición de que los músicos eran seleccionados y contratados para la sesión de grabación, que esta música no estaba restringida a las fuerzas musicales de la sala de conciertos. Por ejemplo, su uso de nueve arpas en Beneath the 12-Mile Reef creó un extraordinario paisaje sonoro similar al submarino; su uso de cuatro flautas contralto en Citizen Kane contribuyó a la calidad inquietante de la apertura, solo igualada por el uso de 12 flautas en su partitura de Cortina rasgada; y su uso del serpentón en White Witch Doctor es posiblemente el primer uso de ese instrumento en la banda sonora de una película.
Herrmann dijo: "Orquestar es como una huella dactilar. No puedo entender que alguien más lo haga. Sería como si alguien le pusiera color a tus cuadros.”
Herrmann se suscribió a la creencia de que la mejor música de cine debería ser capaz de valerse por sí misma cuando se separa de la película para la que fue escrita originalmente. Con este fin, realizó varias grabaciones conocidas para Decca de arreglos de su propia música cinematográfica, así como de música de otros compositores destacados.

## Legado y grabaciones
Herrmann sigue siendo una figura destacada en el mundo de la música de cine en la actualidad, a pesar de su muerte en 1975. Como tal, su carrera ha sido estudiada extensamente por biógrafos y documentalistas. Su partitura de solo cuerdas para Psycho, por ejemplo, estableció el estándar cuando se convirtió en una nueva forma de escribir música para thrillers (en lugar de grandes piezas totalmente orquestadas). En 1992 se realizó sobre él el documental Music for the Movies: Bernard Herrmann, que fue nominado al Premio de la Academia a la Mejor Película Documental. También en 1992, se produjo un documental sobre su vida en National Public Radio – Bernard Herrmann: A Celebration of His Life and Music. En 1991, Steven C. Smith escribió una biografía de Herrmann titulada A Heart at Fire's Center, una cita de un poema favorito de Herrmann, de Stephen Spender,
Su música se ha seguido utilizando en películas y grabaciones después de su muerte. En el álbum Ra de 1977, el grupo estadounidense de rock progresivo Utopia adaptó "Mountain Top/Sunrise" de Herrmann de Journey to the Center of the Earth en un arreglo de rock, como introducción a la canción de apertura del álbum, "Communion With The Sun". La década de 1990 vio dos partituras icónicas de Herrmann adaptadas para remakes: el célebre compositor Elmer Bernstein adaptó y amplió la música de Herrmann para la actualización de Cape Fear de Martin Scorsese, ampliando la partitura para incluir música de la partitura rechazada de Herrmann para la  Cortina rasgada, y de manera similar, aunque más fiel al material original, el compositor de cine Danny Elfman y el orquestador Steve Bartek adaptaron la partitura completa de Psycho de Herrmann para la nueva versión toma por toma del director Gus Van Sant . "Georgie's Theme" de la partitura de Herrmann para la película Twisted Nerve de 1968 es silbado por la asesina Elle Driver en la escena del pasillo del hospital en Kill Bill: Volume 1 (2003) de Quentin Tarantino. 2011 vio varios usos de la música de Herrmann de Vertigo: el tema de apertura se usó en el prólogo del video de Lady Gaga para " Born This Way " y durante una secuencia de flashback en el episodio piloto de American Horror Story de FX (que presentaba "Georgie's Theme " en episodios posteriores como motivo musical recurrente para el personaje de Tate), y Ludovic Bource usó el tema del amor en los últimos rollos de The Artist.  La secuencia de apertura de Vertigo también se copió para la de la miniserie de 1993, Tales Of The City, una adaptación del primero de una serie de libros de Armistead Maupin. Más recientemente, el primer y cuarto episodio de la serie de transmisión Homecoming de Amazon Prime de 2018 utilizaron partes de Herrmann's Vertigo y The Day the Earth Stood Still, respectivamente.
La música de cine de Herrmann está bien representada en la discografía. Su amigo, John Steven Lasher, ha producido varios álbumes con grabaciones de Urtext, incluidos Battle of Neretva , Citizen Kane , The Kentuckian , The Magnificent Ambersons , The Night Digger and Sisters , bajo varios sellos propiedad de Fifth Continent Australia Pty Ltd.
Herrmann fue uno de los primeros y entusiastas defensores de la música de Charles Ives, a quien conoció a principios de la década de 1930, interpretó muchas de sus obras como director de la Orquesta Sinfónica de la CBS y dirigió la Segunda Sinfonía de Ives con la Orquesta Sinfónica de Londres en su primera visita a Londres en 1956. Herrmann más tarde hizo una grabación de la obra en 1972 y esta reunión con la LSO, después de más de una década, fue importante para él por varias razones: durante mucho tiempo había esperado grabar su propia interpretación de la sinfonía, sintiendo que la versión de Leonard Bernstein  de 1951 fue "exagerada e inexacta". A nivel personal, también sirvió para calmar el sentimiento de larga data de Herrmann de que la orquesta lo había desairado después de su primera visita en 1956. El compositor notoriamente quisquilloso también se había enfurecido por el reciente nombramiento del nuevo director titular de la LSO, André Previn, a quien Herrmann detestaba y se refería con desdén como "ese chico del jazz".
Herrmann también fue un ferviente defensor del compositor de la era romántica Joachim Raff, cuya música había caído casi en el olvido en la década de 1960. Durante la década de 1940, Herrmann tocó las sinfonías 3 y 5 de Raff en sus transmisiones de radio de CBS. En mayo de 1970, Herrmann dirigió la grabación de estreno mundial de la Quinta Sinfonía de Raff, Lenore, para el sello Unicorn, que él financió principalmente. La grabación no llamó mucho la atención en su momento, a pesar de recibir excelentes críticas, pero ahora se considera un punto de inflexión importante en la rehabilitación de Raff como compositor.
En 1996, Sony Classical lanzó The Film Scores, una grabación de la música de Herrmann interpretada por la Filarmónica de Los Ángeles bajo la batuta de Esa-Pekka Salonen. Este disco recibió en 1998 el Premio de Música Clásica de Cannes a la Mejor Grabación Orquestal del Siglo XX. También fue nominado para el premio Grammy de 1998 al Best Engineered Album, Classical.
Decca reeditó en CD una serie de grabaciones de Phase 4 Stereo con Herrmann dirigiendo la Orquesta Filarmónica de Londres, principalmente en extractos de sus diversas bandas sonoras, incluida una dedicada a la música de varias de las películas de Hitchcock (incluidas Psycho, Marnie y Vertigo ). En las notas del álbum Hitchcock Phase 4, Herrmann dijo que la suite de The Trouble with Harry era un "retrato de Hitch". Otro álbum estuvo dedicado a sus bandas sonoras de películas de fantasía, algunas de las cuales son las del animador de efectos especiales Ray Harryhausen, incluida la música de El séptimo viaje de Simbad y Los tres mundos de Gulliver. Sus otros LP estéreo Phase 4 de la década de 1970 incluyeron Music from the Great Film Classics (suites y extractos de Jane Eyre, The Snows of Kilimanjaro, Citizen Kane y The Devil and Daniel Webster ), y "El mundo de fantasía de Bernard Herrmann" (Viaje al centro de la tierra, El día que la tierra se detuvo y Fahrenheit 451).
Charles Gerhardt dirigió una grabación de RCA de 1974 titulada The Classic Film Scores of Bernard Herrmann con la Orquesta Filarmónica Nacional. Contó con suites de Citizen Kane (con Kiri Te Kanawa cantando la aria de Salammbo) y White Witch Doctor, junto con música de La casa en la sombra, Beneath the 12-Mile Reef y el concierto para piano de Hangover Square.
Durante sus últimos años en Inglaterra, entre 1966 y 1975, Herrmann hizo varios LP con música de otros compositores para varios sellos discográficos. Estos incluyeron grabaciones Phase 4 Stereo de The Planets de Gustav Holst y la 2nd Symphony de Charles Ives, así como un álbum titulado "The Impressionists" (música de Satie, Debussy, Ravel, Fauré y Honegger) y otro titulado "The Four Faces of Jazz". (obras de Weill, Gershwin, Stravinsky y Milhaud). Además de grabar su propia música de cine en Phase 4 Stereo, hizo LP de bandas sonoras de películas de otros, como Great Shakespearean Films (música de Shostakovich para Hamlet, Walton para Richard III y Rózsa para Julius Caesar ), y Great British Film Music . (partituras de películas de Lambert, Bax, Benjamin, Walton, Vaughan Williams y Bliss).
Para Unicorn Records, grabó varios de sus propios trabajos de sala de conciertos, incluida la cantata Moby Dick, su ópera Cumbres Borrascosas, su sinfonía y las suites Welles Raises Kane y The Devil and Daniel Webster .
Pristine Audio lanzó dos CD de las transmisiones de radio de Herrmann. Uno está dedicado a un programa de CBS de 1945 que presenta música de Handel, Vaughan Williams y Elgar; el otro presenta obras de Charles Ives, Robert Russell Bennett y Herrmann.

## Premios y distinciones
Premios Óscar
| Año  | Categoría                                              | Película                     | Resultado |
| ---- | ------------------------------------------------------ | ---------------------------- | --------- |
| 1942 | Mejor banda sonora                                     | El hombre que vendió su alma | Ganador   |
| 1942 | Mejor banda sonora                                     | Ciudadano Kane               | Nominado  |
| 1947 | Mejor banda sonora de una película dramática o comedia | Ana y el rey de Siam         | Nominado  |
| 1977 | Mejor banda sonora original                            | Fascinación                  | Nominado  |
| 1977 | Mejor banda sonora original                            | Taxi Driver                  | Nominado  |